# Immeuble des 123-127 Grande Rue à Alençon
L'Immeuble des 123-127 Grande Rue est un édifice situé à Alençon, en France. Il date du XVe au XVIIe siècle et est inscrit au titre des monuments historiques.

## Localisation
Le monument est situé dans le département français de l'Orne, à Alençon, au numéro 123-127 Grande Rue .

## Historique
L'édifice est daté du XVe siècle au XVIIe siècle.
La façade sur rue et la toiture correspondante de l'immeuble sont inscrites au titre des monuments historiques depuis le 24 juin 1975.

## Architecture
La façade du numéro 123 est à pans de bois et celle du 121 a été refaite au XIXe siècle mais l'intérieur de l'édifice du XVe siècle et XVIe siècle est conservé.